# Скурта (Муреш)
Скурта (рум. Scurta) насеље је у Румунији у округу Муреш у општини Погачауа. Oпштина се налази на надморској висини од 332 m.

## Становништво
Према подацима из 2002. године у насељу је живело 17 становника, од којих су сви румунске националности.